# Nabati
La Nabati (en arabe : الشعر النبطي) ou la poésie Nabati est la poésie arabe vernaculaire dans les dialectes arabes de la péninsule arabique, par opposition à la poésie écrite selon les règles classiques de l'arabe littéraire.
La poésie Nabati date au moins du XIVe siècle. Répandue chez les Bédouins, elle se créait et se transmettait oralement dans les dialectes locaux de la péninsule. En déclin dans le courant du XXe siècle, la Nabati connaît à la fin du XXe et au début du XXIe siècle un net renouveau, particulièrement aux Émirats arabes unis avec notamment la poétesse Ousha bint Khalifa (1920-2018) ainsi que plusieurs autres poètes reconnus, des concours de poésie et une académie.

## Histoire de la Nabati

### Origine
Aussi connue sous les appellations de « poésie populaire » et « poésie bédouine », la Nabati a un long héritage, avec des exemples de la forme Nabati déjà attestés au XIVe siècle par l'historien médiéval Ibn Khaldun dans sa Muqaddimah (Introduction), publiée pour la première fois en 1377.
L'hypothèse la plus communément admise est que le mot Nabati dérive du mot Nabatéen, du nom de la civilisation qui s'est développée dans le nord-ouest de l'Arabie et avait son noyau dans la ville de Petra.
La poésie Nabati a une origine qui date de nombreux siècles. Les poètes bédouins ont composé des vers similaires dans la structure, le thème, le mètre et la rime aux œuvres d'Imru'l Qays et d'autres poètes préislamiques. Ces qasidas ont établi la norme classique pendant des centaines d'années. Remarquablement, jusqu'à tout récemment, les vers composés par des maîtres bédouins illettrés de l'art sont restés proches dans l'esprit et le langage de ces exemples. Parmi les poètes historiques importants de la Nabati, figure notamment Ibn Daher qui a vécu à Ras Al Khaimah au XVIe siècle et dont l'œuvre influence encore la poésie du XXe siècle. Ibn Li'bun (1790–1831), connu dans la région du golfe Persique sous le nom de « Prince des poètes Nabati » était également une figure de premier plan dans la forme, qui correspondait avec d'autres poètes de la région et dont le travail a conduit à de nombreux airs populaires traditionnels en Arabie.

### Usage
Nabati a longtemps été une tradition orale très forte ; les chercheurs ont rencontré des Bédouins capables de mémoriser 20 000 poèmes.
Élément culturel important dans la vie quotidienne de la région, la poésie Nabati était utilisée pour déclarer la guerre, rechercher la paix et résoudre les différends tribaux. Elle est considérée comme unique à l'Arabie. Cette forme littéraire orale était un élément clé non seulement de la culture régionale, mais aussi des communications avant le XXe siècle, mais a décru avec le développement de la région après la découverte du pétrole. Elle a connu ensuite une renaissance considérable, particulièrement aux Émirats arabes unis aux XXe et XXIe siècles. 

### Aux Émirats arabes unis
La Nabati est devenue aux Émirats arabes unis  un vecteur notoire de la poésie et de la chanson. Moubarak Al Oqaili (1880-1954), Salem bin Ali Al Owais (1887-1959) et Ahmed bin Sulayem (v. 1905-1976) sont parmi les premiers poètes arabes classiques des Émirats à prendre de l'importance dans cette partie du monde au XXe siècle. Salem bin Ali Al Owais est né à Al-Heera, un village entre Charjah et Ajman. La poétesse Ousha bint Khalifa Al Suwaidi (également connue sous le nom de Fatat Al Arabi) est une figure célèbre de la Nabati. Trois autres poètes d'importance aux EAU sont Khalfan Musabah (1923-1946), Sheikh Saqr Al Qasimi (1925-1993), un ancien dirigeant de Sharjah, et le sultan bin Ali Al Owais (1925-2000). Ces trois derniers poètes, connus sous le nom de groupe Heera, ont grandi dans le village d'Al-Heera à Sharjah et étaient des amis proches.
L'un des plus grands concours de poésie Nabati, connu sous le nom de Million's Poet, a lieu tous les deux ans aux EAU depuis 2006 et est diffusé sous forme de télé-réalité. La première académie Nabati des EAU a été fondée en 2008.